# Albert Christel
Albert Christel (* 26. Juni 1907 in Metz; † 26. Dezember 1977 in Frankfurt am Main) war ein deutscher Lehrer und Autor, der aufgrund seiner politischen und sexuellen Orientierung ins Konzentrationslager Sachsenhausen interniert wurde.

## Leben

### Jugend
Albert Christel wurde am 26. Juni 1907 im lothringischen Metz geboren. Seine Eltern waren Maria Nassoy aus Forbach und Karl Christel, ein Arzt aus Greiz in Thüringen. In seiner Jugend lebte er mit seinen Eltern und seinen Geschwistern Luise und Ernst in Metz und besuchte dort das Lyzeum.
1919 zog er mit seiner Familie in das Thüringische Greiz, wo Christel Schüler des Greizer Realgymnasium wurde. Im November 1923 verstarb sein Vater. Zwei Jahre später bestand Christel sein Abitur und schloss sich der Jugendbewegung der Deutschen Freischar an, einer Organisation der Jugendbewegung. Ebenfalls 1925 zog die Familie nach Frankfurt (Main). Am 25. Oktober 1925 begann Christel sein Studium an der Technischen Hochschule in Karlsruhe. Anfangs studierte er Maschinenbau, wechselte aber bald zu den Naturwissenschaften, wo er Chemie und Physik als Hauptfächer wählte. Im Rahmen seiner akademischen Ausbildung beschäftigte er sich auch mit Geschichte, Philosophie und Kunst.
Die Jugendbewegung nahm zu dieser Zeit eine zentrale Stelle in Christels Leben ein. Er hatte übergreifende Kontakte zu verschiedenen Gruppen bis hin zur Kommunistischen Jugend. Hier konnte er seine literarischen Ambitionen verfolgen und schrieb Gedichte und Lieder, welche er in der Organisation vortrug. Einige dieser Lieder sollen in Liederbüchern niedergeschrieben worden sein, sind aber in der NS-Zeit verschollen.
Zwischen 1926 und 1930 war Christel oft in Deutschland unterwegs und sandte regelmäßig Postkarten an seine Mutter. In dieser Zeit soll sich auch sein sexuelles Interesse gewandelt haben und er fühlte sich wohl zu Männern hingezogen. Er begründete einige langjährige Freundschaften. 1928 führte er sein Studium an der Frankfurter Universität weiter und hatte den Wunsch, Lehrer zu werden. Auch schmiedete er Pläne für eine neue Kulturgeschichte. Er knüpfte Kontakte zu Wissenschaftlern und Künstlern, spielte in bildungsbürgerlichen Kreisen Bratsche und trat im Rundfunk auf.

### Zeit des Nationalsozialismus
Mit dem Erstarken der Nationalsozialisten geriet Christel schnell in Konflikt mit diesen und kritisierte sie öffentlich. 1931 beendete er das Studium und bekam eine Lehrerstelle in Marienau in der Lüneburger Heide. Er führte dort die Arbeit an seiner Kulturtheorie fort.
Christel blieb bei den Nationalsozialisten unbeliebt, da er diese auch noch nach 1933 öffentlich kritisierte. Er bekam keine weitere Anstellung als Lehrer und auch in den Schriftstellerverband wurde er nicht aufgenommen. Dafür trat er in den Bund zum Schutze der Menschenwürde ein. Ostern 1934 wurde Christel aus der Lehrer-Vertreterliste gestrichen. Zusammen mit Freunden betrieb Christel Widerstand gegen die Nationalsozialisten, indem sie Flugblätter druckten und Handzettel verteilten. Auch die Familie beteiligte sich am Widerstand und half Juden und später französischen Kriegsgefangenen. Christel wurde gefasst und wegen antinazistischer Haltung, Heimtücke und Zusammenarbeit mit der KPD verhaftet. Er wurde 1934 zu einer dreijährigen Gefängnisstrafe verurteilt. Seine Kulturtheorie wurde beschlagnahmt und ist seitdem verschollen.
1939 wurde Christel in Dresden erneut verhaftet, nachdem ein Hausobmann ihn denunzierte. Er kam erst in Gestapo- danach in Schutzhaft. Neben seiner kritischen Haltung zum Nationalsozialismus war auch seine Homosexualität ein Grund für die Inhaftierung. Am 21. Dezember 1939 kam er als „roter“ in das Konzentrationslager Sachsenhausen und kurze Zeit später erhielt er noch den rosa Winkel, was ihn als Homosexuellen auswies. Bis zum Kriegsende war er in KZ-Haft, wo es ihm gelang, zu überleben, in dem er für die SS Gedichte schrieb. Im Mai 1945 befreiten sich die KZ-Häftlinge selbst auf einem Hungermarsch zur Ostsee und wurden in Schwerin von amerikanischen Soldaten empfangen. Christel blieb im Flüchtlingslager Schwerin und half bei dessen Leitung.

### Nachkriegszeit
1946 begann Christel seine KZ-Erlebnisse in dem Buch „Was wir vergeben, aber nicht vergessen sollen“ aufzuschreiben. Da die meisten seiner Manuskripte von der Gestapo vernichtet worden waren, stellte Christel neue zusammen und schrieb Gedichte. Seine Lyrik wurde allerdings nicht angenommen, da sie zu wenig „modern“ war. Er trat in Frankfurt der Gruppe „Freunde moderner Kunst“ bei. Nach seinen Misserfolgen bei den Verlagen drängte er seine literarischen Ambitionen zurück und kümmerte sich um seine Sammelleidenschaft. Er sammelte historische und künstlerische Gegenstände und wurde dabei von seinen Geschwistern unterstützt. 1967 arbeitete Christel in einer Bürgerinitiative aktiv gegen die Notstandsgesetze. Seine finanzielle Lage war zu dieser Zeit schlecht. Aufgrund der Nachwirkungen des KZ-Aufenthalts konnte Christel keiner geregelten Arbeit nachgehen. 1976 erhielt er eine Ehrung durch die Stadt Greiz, welcher er eine Stiftung überbrachte. Im Jahre 1977, nach der geplanten Auflösung seiner Sammlung an Privatpersonen und Museen, setzte Albert Christel seinem Leben durch Suizid ein Ende.